# سيبريان دانتشيو
سيبريان دانتشيو (بالرومانية: Ciprian Danciu)‏ (ولد في 9 يونيو 1977) هو لاعب كرة قدم روماني سابق وحاليا مدرب.

## روابط خارجية
- سيبريان دانتشيو على موقع قاعدة بيانات كرة القدم.إي يو (الإنجليزية)
- سيبريان دانتشيو على موقع عالم كرة القدم.نت (الإنجليزية)